# Kim McLagan
Kim McLagan (eigentlich Maryse Elizabeth Patricia „Patsy“ Kerrigan, auch Kim Kerrigan; * 30. Dezember 1948 in Leicester, England, Vereinigtes Königreich; † 2. August 2006 im Travis County, Texas) war während der 1960er Jahre ein britisches Fotomodell. Sie wurde durch ihre Anwesenheit bei der 1967 weltweit übertragenen Aufnahme des Beatles-Stücks All You Need Is Love aus den Abbey Road Studios bekannt.

## Leben
Patricia Kerrigan wuchs in Malaysia auf, wo ihre Eltern eine Kautschukbaum-Plantage betrieben. Als ihre Familie zurück nach London zog, begann sie eine Karriere als Fotomodell und änderte ihren Namen in Kim Kerrigan, um Verwechslungen mit ihrer Model-Kollegin Pattie Boyd zu vermeiden, die George Harrison von den Beatles geheiratet hatte. Kerrigan ihrerseits heiratete im März 1966 Keith Moon, den Schlagzeuger der Who, den sie während eines Konzertes in Bournemouth kennengelernt hatte. Am 12. Juli wurde ihre gemeinsame Tochter Amanda Jane geboren. Über die Ehe mit Keith Moon erzählte sie später, dieser habe sie oft brutal geschlagen, ihr einmal die Nase gebrochen, sie mit einem Gewehr durch die Wohnung gejagt und gezwungen, ihre Modelkarriere aufzugeben. 1973 verließ sie ihn, und 1975 wurde das Paar geschieden. Am 9. Oktober 1978, kurz nach Moons Tod, heiratete sie ihren zweiten Ehemann, Ian McLagan von den Faces.
1994 zogen die McLagans nach Texas. Kim McLagan arbeitete über mehrere Jahre in einer Wellness-Anlage am Lake Austin, bevor sie am Highway 71 zwischen Bastrop und Smithville ihren eigenen Haut-Pflegesalon eröffnete. Sie starb am 2. August 2006 im Alter von 57 Jahren bei einem Autounfall im Travis County (Texas).

## Weblink
- Michael Corcoran: Kim McLagan dead at 57 (Memento vom 12. September 2006 im Internet Archive) Artikel bei Austin360 vom 7. August 2006 (englisch)

| Personendaten    | Personendaten |
| ---------------- | --- |
| NAME             | McLagan, Kim |
| ALTERNATIVNAMEN  | Kerrigan, Maryse Elizabeth Patricia (vollständiger Geburtsname); Kerrigan, Patsy (Kurzname); Kerrigan, Kim (Künstlername) |
| KURZBESCHREIBUNG | britisches Fotomodell |
| GEBURTSDATUM     | 30. Dezember 1948 |
| GEBURTSORT       | Leicester, England, Vereinigtes Königreich                                                                                |
| STERBEDATUM      | 2. August 2006 |
| STERBEORT        | Travis County, Texas, Vereinigte Staaten                                                                                  |